# Hwanghae du Sud
Le Hwanghae du Sud (en coréen : 황해남도, Hwanghae-namdo, /hwaŋ.ɦɛ.nam.do/) est une province de la Corée du Nord. Son nom abrégé est Hwangnam.
La province est créée en 1954 quand l'ancienne province du Hwanghae est divisée en deux provinces du Nord et du Sud Hwanghae. Le chef-lieu de la province est Haeju. Elle est délimitée au nord et à l'est par la province du Hwanghae du Nord et au sud-est par la Zone industrielle de Kaesŏng, dotée d'un statut autonome. La frontière sud avec la Corée du Sud est la zone coréenne démilitarisée. La mer Jaune borde le Hwanghae du Sud à l'ouest.
D'une superficie de 8 450 km2, le Hwanghae du Sud comptait 2 732 000 habitants au recensement de 1993.

## Divisions administratives

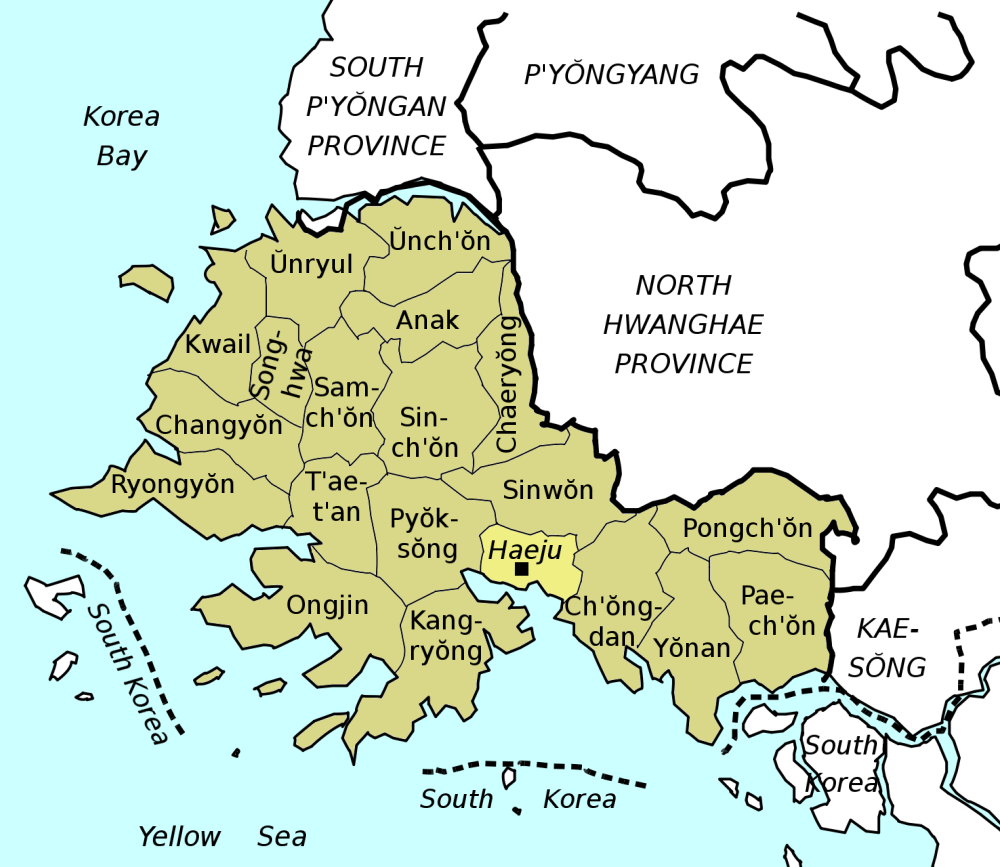
Carte détaillé de la province du Hwanghae du Sud (Corée du Nord)

Le Hwanghae du Sud est divisé en une ville et dix-neuf arrondissements.
- Haeju (해주시; 海州市)
- Anak-gun (안악군; 安岳郡)
- Chaeryŏng-gun (재령군; 載寧郡)
- Changyŏn-gun (장연군; 長淵郡)
- Ch'ŏngdan-gun (청단군; 靑丹郡)
- Kangry'ŏng-gun (강령군; 康翎郡)
- Kwail-gun (과일군)
- Ongjin-gun (옹진군; 甕津郡)
- Paekch'ŏn-gun (백천군; 白川郡)
- Pongch'ŏn-gun (봉천군; 峰泉郡)
- Pyŏksŏng-gun (벽성군; 碧城郡)
- Ryongyŏn-gun (룡연군; 龍淵郡)
- Samch'ŏn-gun (삼천군; 三泉郡)
- Sinch'ŏn-gun (신천군; 信川郡)
- Sinwŏn-gun (신원군; 新院郡)
- Songhwa-gun (송화군; 松禾郡)
- T'aet'an-gun (태탄군; 苔灘郡)
- Ŭnryul-gun (은률군; 殷栗郡)
- Ŭnch'ŏn-gun (은천군; 銀泉郡)
- Yŏnan-gun (연안군; 延安郡)